# Vietsovpetro
Vietsovpetro  (VSP;en vietnamita: Liên doanh Việt – Nga Vietsovpetro, lit. 'Viet-Russo Joint venture Vietsovpetro',en ruso: Совместное российско-вьетнамское предприятие «Вьетсовпетро», romanizado: Sovmestnoye rossiysko-v'yetnamskoye predpriyatiye «V'yetsovpetro», lit. 'Empresa ruso-vietnamita conjunta «Vietsovpetro»') es una empresa conjunta ruso-vietnamita para la exploración de petróleo y gas, con sede en Vung Tau, Vietnam. Según el ranking VNR500 (Top 500), Vietsovpetro es la octava compañía más grande de Vietnam.
Fue fundada en 1981 tras un acuerdo intergubernamental entre JSC Zarubezhneft de la Unión Soviética y la estatal de Vietnam Petrovietnam, en la que cada parte posee la mitad de las acciones.
El 10 de diciembre de 2010, VietsovPetro acordó extender su asociación con JSC Zarubezhneft por 20 años hasta 2030. Según el nuevo acuerdo, PetroVietnam tendrá una participación del 51 % en la empresa conjunta y la empresa rusa tendrá el 49 %.